# Carlia johnstonei
Espèce
Carlia johnstonei est une espèce de sauriens de la famille des Scincidae.

## Répartition
Cette espèce est endémique d'Australie-Occidentale.

## Étymologie
Cette espèce est nommée en l'honneur de Ronald Eric Johnstone.

## Publication originale
- Storr, 1974 : The genus Carlia (Lacertilia: Scincidae) in Western Australia and Northern Territory. Records of the Western Australian Museum, vol. 3, no 2, p. 151-165 (texte intégral).